# Светски дан сећања на жртве саобраћајних незгода
Светски дан сећања на жртве саобраћајних незгода (енгл. World Day of Remembrance for Road Traffic Victims) се обележава сваке треће недеље у новембру по одлуци Генералне скупштине Уједињених нација са циљем одавања признања жртвама саобраћајних несрећа и њиховим породицама.  

## Историјат
Први Светски дан сећања на жртве саобраћајних незгода је организовала Брижит Чаудри, оснивач британске добротворне организације за жртве саобраћајних несрећа RoadPeace 1993. године. Генерална скупштина Уједињених нација, Европске федерације жртава саобраћајних незгода, је 1995. дала подршку и до 1998. догађај је одржан у бројним земљама укључујући Аргентину, Аустралију, Израел, Јужну Африку и Тринидад.
Светска здравствена организација је дала своју подршку 2003. године, а 2005. је Генерална скупштина Уједињених нација позвала све нације да обележавају овај дан признања жртвама саобраћајних несрећа и њиховим породицама.
Године 2007. је Светски дан сећања на жртве саобраћајних незгода обележен у осамнаест земаља. У Израелу је обележен паљењем свећа, у Аустралији окупљањем верника различитих вера, у Мексику одржавањем позоришне представе, а у Јапану одржавањем семинара на ову тему. Године 2008. је обележен у двадесет и осам земаља укључујући Белгију, Хрватску, Француску, Грчку, Индију, Ирску, Италију, Јапан, Луксембург, Мексико, Холандију, Филипине, Пољску, Португал, Словенију, Јужну Африку, Шпанију, Швајцарску, Уганду, Велику Британију и Сједињене Америчке Државе.
Године 2009. је обележен у тридесет земаља. Канадски министар саобраћаја Џон Берд је изразио саучешће око 3000 погинулих и 200.000 повређених у саобраћајним несрећама које се догађају сваке године у Канади. У Енглеској је одржана служба у Кентерберијској катедрали. Око хиљаду људи је присуствовало служби у светишту у Ирској. Папа Бенедикт XV се помолио за све погинуле и повређене у саобраћајним несрећама. Службе су се такође одржавале на Барбадосу, Индији, Намибији и многим другим местима.
Брижит Чаудри и Жано Мершарт су 15. новембра 2015. уручили Међународну награду за безбедност на путевима принца Мајкла од Кента FEVR-у за удео у стварању, развоју и промоцији Светског дана сећања на жртве саобраћајних незгода у протекле две деценије.